# Leptoneta changlini
Leptoneta changlini är en spindelart som beskrevs av Zhu och I-Min Tso 2002. Leptoneta changlini ingår i släktet Leptoneta och familjen Leptonetidae.
Artens utbredningsområde är Taiwan. Inga underarter finns listade i Catalogue of Life.